# Bess Streeter Aldrich

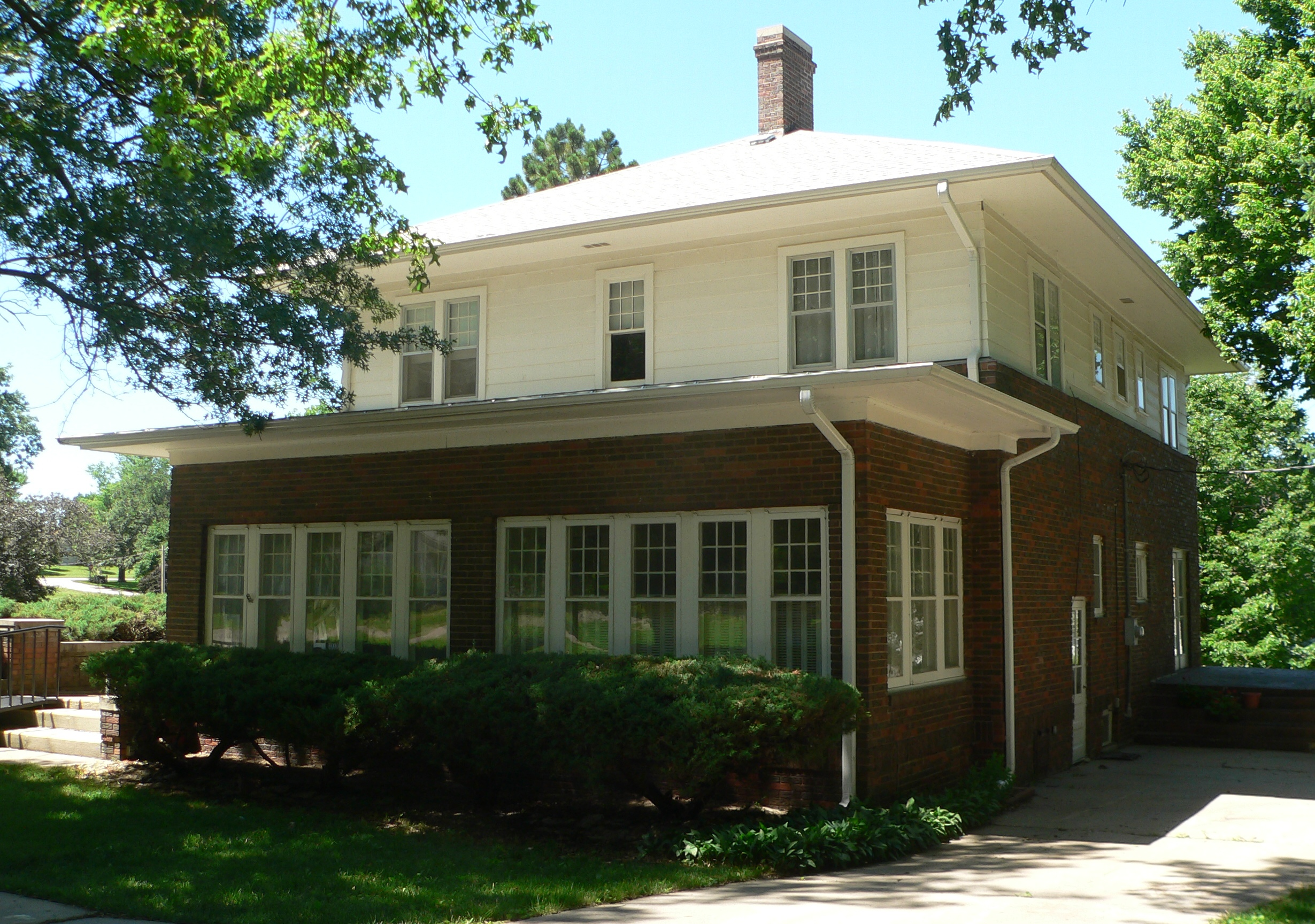
The Elms, casa d'Aldrich a Elmwood, Nebraska, inclosa al Registre Nacional de Llocs Històrics

Bess Streeter Aldrich (Cedar Falls, Iowa, 17 de febrer de 1881 – 3 d'agost del 1954) fou una escriptora americana. Va esdevenir una de les escriptores dones millor pagades del període. Les seves històries sovint concernien al "Midwest" amb la història de pioners que eren molt populars amb noies adolescents i dones joves.
Després de graduar-se a la Iowa State Normal School, va ensenyar com a mestre a diverses ubicacions a l'oest, més tard retornant a Cedar Falls per guanyar un grau avançat en educació. Una escriptora des de la infantesa, va guanyar una competició d'escriptura a l'edat de catorze anys i un altre als disset. El 1907 es va casar amb Charles Aldrich. Van traslladar-se a Elmwood, Nebraska, on Charles, Bess, la seva mare vídua, i els amics i familiars va adquirir un banc. Van tenir quatre fills Mary, Robert, Charles i James.
Aldrich va començar escriure més regularment el 1911 quan Ladies' Home Journal va anunciar una competició de ficció, en el qual va participar i va guanyar. Previ a 1918 va escriure sota el nom de ploma, Margaret Dean Stephens. La primera novel·la, Mother Mason, va ser publicada el 1924. Quan Charles va morir de cop d'una hemorràgia el 1925, Aldrich va començar a escriure com a mitjà de donar suport a la seva família. Fou l'autora d'unes dues centes històries curtes i tretze novel·les, incloent Bishop. La darrera novel·la va ser convertida en pel·lícula Cheers for Miss Bishop (1941) protagonitzada per Martha Scott i Edmund Gwenn i premiada a Lincoln, Nebraska.
Aldrich va rebre un grau honorari de literatura a la Universitat de Nebraska el 1934 i va ser nomenada a la Sala de la Fama de Nebraska el 1973. Va morir a Lincoln el 3 d'agost de 1954.

## Obres
Novel·les
- Mother Mason (1924)
- The Rim of the Prairie (1925)
- The Cutters (1926)
- A Lantern in Her Hand (1928)
- A White Bird Flying (1931)
- Miss Bishop (1933)
- Spring Came on Forever (1935)
- The Man Who Caught the Weather (1936)
- Song of Years (1939)
- The Drum Goes Dead (1941)
- The Lieutenant's Lady (1942)
- Journey into Christmas (1949)
- The Bess Streeter Aldrich Reader (1950)
- A Bess Streeter Aldrich Treasury (1959, postuma)

Altres llibres
- The Collected Short Works, 1907–1919
- The Collected Short Works, 1920–1954